# Multicolore

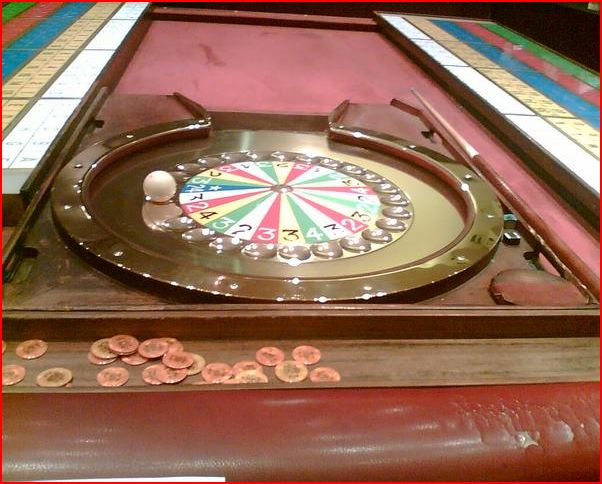
Ein Multicolore-Spieltisch

Le multicolore ist ein in Frankreich beliebtes Glücksspiel, das verschiedentlich in Billard Cercles genannten Spielklubs angeboten wird. Es verbindet Merkmale des Roulette bzw. Boule und des Bagatellespiels mit dem Billard.
Als Erfinder des Multicolore wird der französische Mathematiker und Premierminister Paul Painlevé genannt, der das Spiel auf Veranlassung des Präsidenten Raymond Poincaré als Alternative zum Roulette entwickelte.

## Das Spiel
Als Spieltisch dient ein Billard-Tisch, an dessen einem Ende sich eine Art Roulette-Zylinder befindet; der Tisch wird an den Seiten von einem Tableau umrahmt, auf das die Spieler ihre Einsätze platzieren.
Sobald die Spieler gesetzt haben, stößt der Croupier mit einem Queue eine Elfenbein-Kugel an, diese läuft an eine Bande und rollt dann über eine kleine Rampe in den Zylinder, wo sie in eines von 25 Fächern einer drehbaren Scheibe fällt.
Eines der 25 Fächer ist durch einen weißen Stern (L'Étoile) auf blauem Grund und die Zahl 24 gekennzeichnet; die übrigen Fächer tragen jeweils eine der vier Farben: weiß, rot, gelb oder grün. Von den jeweils sechs Fächern einer Farbe, ist je ein Fach mit der Zahl 4, drei Fächer sind mit der Zahl 3 und die letzten beiden mit der Zahl 2 gekennzeichnet. Diese Zahlen geben die (Netto-)Gewinnquoten an.
Beispiel: Setzt ein Spieler etwa € 5 auf Rot und fällt die Kugel in das rote Fach mit der Zahl 3, so gewinnt er im Verhältnis 3 : 1, d. h. zusätzlich zu seinem Einsatz von € 5, den er natürlich zurückerstattet erhält, zahlt die Bank einen Gewinn in Höhe von € 15.
Der Bankvorteil bei den Wetten auf eine dieser vier Farben beträgt 8 %, im Gegensatz dazu bietet die Wette auf L'Étoile dem Bankhalter keinen Vorteil – die Quote 24 : 1 ist fair.